# 北名古屋市立五条小学校
北名古屋市立五条小学校（きたなごやしりつごじょうしょうがっこう）は、愛知県北名古屋市にある公立小学校。

## 概要
- 旧・西春日井郡西春町北部の小学校であり、校区は法成寺、鍜治ケ一色、徳重であり、北名古屋市立西春中学校[注釈 1]及び北名古屋市立天神中学校[注釈 2]に進学する[1]。
- 校名は校区を流れる五条川に由来する。

## 沿革
- 1971年（昭和46年）4月 - 西春町立西春小学校から分離し、西春町立五条小学校として開校。
- 2006年（平成18年）3月20日 - 師勝町、西春町が合併し、北名古屋市が発足。同時に北名古屋市立五条小学校に改称する。

## 交通アクセス
- 名鉄犬山線徳重・名古屋芸大駅下車、徒歩約15分。

## 周辺施設
- 名古屋芸術大学西キャンパス
- 愛知県立西春高等学校
- 北名古屋市立天神中学校
- 北名古屋市立西春中学校
- 北名古屋市立師勝西小学校
- 北名古屋市文化の森物語の広場

## 著名な出身者
- 渡辺美奈代（元おニャン子クラブ会員番号29番。現タレント）